# SN 2001B
SN 2001B – supernowa typu Ib odkryta 19 stycznia 2001 roku w galaktyce IC 391. Jej maksymalna jasność wynosiła 15,00m.